# Italdesign Aztec
Italdesign Aztec — прототип компании Italdesign, представленный в 1988 году на Туринском автосалоне в честь 20-летия компании. Кузов типа родстер имел два отделённых друг от друга места. Оснащался рядным пятицилиндровым турбированным двигателем Audi объёмом 2,226 л, мощностью 200 л. с., полным приводом, позаимствованный у Lancia Delta Integrale и 5-скоростной механической коробкой передач. Шины размерностью 225/55 установлены на 16-дюймовые диски.
Было произведено порядка 50 автомобилей, продавались от $70 000 до $225 000.
Автомобиль представлен в фильме «Франкенштейн освобождённый» (1990 год).